# Entomophaga aulicae
Entomophaga aulicae är en svampart som först beskrevs av E. Reichardt, och fick sitt nu gällande namn av Humber 1984. Entomophaga aulicae ingår i släktet Entomophaga och familjen Entomophthoraceae.   Inga underarter finns listade i Catalogue of Life.